# Gigides ferreolepra
Gigides ferreolepra là một loài bướm đêm trong họ Noctuidae.